# Grand Prix automobile de Détroit
Le Grand Prix automobile de Détroit est une épreuve de course automobile disputée dans la ville de Détroit (Michigan), aux États-Unis. Cette course est l'une des plus anciennes au monde, les toutes premières courses furent disputées sur des circuits ovals en terre. Le Grand prix de Détroit a notamment fait partie du Championnat du monde de Formule 1 (les deux premières années avec l'appellation Grand Prix automobile des États-Unis Est). De nos jours, la course se déroule sur le Circuit de Belle-Isle, dans le cadre du championnat IndyCar Series.

## Les circuits
Différents circuit ont été utilisés au fil du temps.
- Grosse Pointe Dirt Oval (1905).
- Michigan State Fairgrounds Speedway (en) Dirt Oval (1928-1953 ; 1957).
- Circuit urbain du Renaissance Center (1982-1991 ; depuis 2023).
- Circuit urbain de Détroit-Belle Isle (1992-2001 ; 2007-2008 ; 2012-2022).

Renaissance Center (1982)
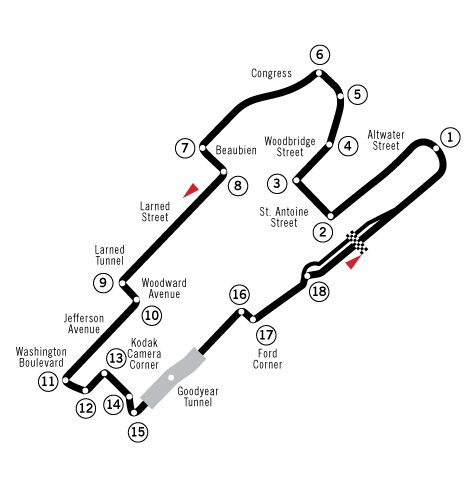
Renaissance Center (1983–1991)
Belle Isle (1992-1997)
Belle Isle (1998-2001)
Belle Isle (2007-2022)
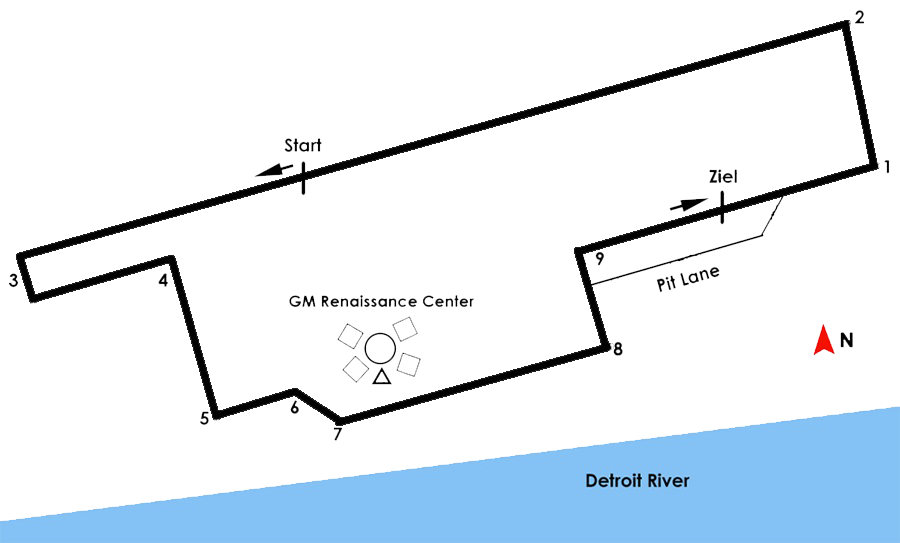
Renaissance Center (depuis 2023)

## Historique

### Débuts du Grand Prix
Le tout premier Grand Prix de Détroit fut disputé sur un circuit ovale en terre en 1905.

### Période AAA (1928-1953)
Les tout premiers Grand Prix de Détroit étaient organisés sur des circuits ovales notamment sur les circuits de Grosse Pointe et Michigan State Fairgrounds dans le cadre du championnat AAA Championship Car et USAC Championship Car
jusqu'en 1957.

### Période USAC (1957)
Le Championnat AAA devient l'USAC et le GP de Détroit revient au calendrier en 1957.

### Période Formule 1 (1982-1988)

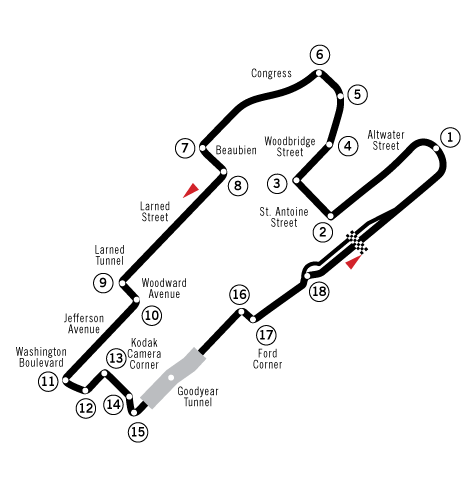
Le tracé du circuit du Grand Prix de Formule 1 de Détroit.

La Formule 1 arrive à Détroit en 1982 sur le circuit urbain du Renaissance Center, sous l'appellation "Grand Prix des États-Unis Est". En 1984, l'épreuve reprend le nom de Grand Prix de Détroit.

### Période CART (1989-2001)
Le CART remplace la F1 en 1989 et change de tracé en 1992 pour le circuit de Belle-Isle, l'épreuve restera au calendrier jusqu'en 2001.

### Période IndyCar (2007-2008)
Les organisateurs veulent faire revivre la course et organisent le GP de Détroit d'Indycar en 2007 et 2008. L'American Le Mans Series organise une course d'endurance en lever de rideau du Grand Prix.

### Retour de l'Indycar (2012-présent)
Fin 2011, les promoteurs de l'IndyCar annoncent que le GP revient en 2012. Cette édition est raccourcie (30 tours en moins) à cause d'un problème de revêtement, qui "s'arrache" littéralement à certains endroits. Depuis 2013, l'IndyCar organise deux courses : le samedi et le dimanche.
Les deux courses de l'édition 2020, initialement prévues le 30 mai et le 31 mai, sont annulées, en raison de la pandémie de maladie à coronavirus.

## Palmarès
| Année     | Vainqueur                                               | Voiture                                                 | Formule - championnat                                   | Résultats                                               |
| --------- | ------------------------------------------------------- | ------------------------------------------------------- | ------------------------------------------------------- | ------------------------------------------------------- |
| 1905      | Webb Jay                                                | White                                                   | AAA Championship Cars                                   | Résultats                                               |
| 1906-1927 | Pas de course                                           | Pas de course                                           | Pas de course                                           | Pas de course                                           |
| 1928      | Kay Reech                                               | Miller                                                  | AAA Championship Cars                                   | Résultats                                               |
| 1929      | Cliff Woodbury                                          | Miller                                                  | AAA Championship Cars                                   | Résultats                                               |
| 1930      | Wilbur Shaw                                             | Smith-Miller                                            | AAA Championship Cars                                   | Résultats                                               |
| 1931      | Louis Meyer                                             | Miller                                                  | AAA Championship Cars                                   | Résultats                                               |
| 1932      | Bob Carey                                               | Stevens (en)                                            | AAA Championship Cars                                   | Résultats                                               |
| 1933      | Mauri Rose                                              | Stevens (en)                                            | AAA Championship Cars                                   | Résultats                                               |
| 1934      | Bill Cummings                                           | Miller                                                  | AAA Championship Cars                                   | Résultats                                               |
| 1935-1948 | Pas de course                                           | Pas de course                                           | Pas de course                                           | Pas de course                                           |
| 1949      | Tony Bettenhausen                                       | Kurtis Kraft-Offenhauser                                | AAA Championship Cars                                   | Résultats                                               |
| 1950      | Henry Banks                                             | Moore-Offenhauser                                       | AAA Championship Cars                                   | Résultats                                               |
| 1951      | Paul Russo                                              | Russo-Offenhauser                                       | AAA Championship Cars                                   | Résultats                                               |
| 1952      | Bill Vukovich                                           | Kuzma-Offenhauser                                       | AAA Championship Cars                                   | Résultats                                               |
| 1953      | Rodger Ward                                             | Kurtis Kraft-Offenhauser                                | AAA Championship Cars                                   | Résultats                                               |
| 1954-1956 | Pas de course                                           | Pas de course                                           | Pas de course                                           | Pas de course                                           |
| 1957      | Jimmy Bryan                                             | Kuzma-Offenhauser                                       | USAC Championship Cars                                  | Résultats                                               |
| 1958-1983 | Pas de course                                           | Pas de course                                           | Pas de course                                           | Pas de course                                           |
| 1984      | Nelson Piquet                                           | Brabham-BMW                                             | Formule 1                                               | Résultats                                               |
| 1985      | Keke Rosberg                                            | Williams-Honda                                          | Formule 1                                               | Résultats                                               |
| 1986      | Ayrton Senna                                            | Lotus-Renault                                           | Formule 1                                               | Résultats                                               |
| 1987      | Ayrton Senna                                            | Lotus-Honda                                             | Formule 1                                               | Résultats                                               |
| 1988      | Ayrton Senna                                            | McLaren-Honda                                           | Formule 1                                               | Résultats                                               |
| 1989      | Emerson Fittipaldi                                      | Penske-Ilmor-Chevrolet                                  | CART World Series                                       | Résultats                                               |
| 1990      | Michael Andretti                                        | Lola-Ilmor-Chevrolet                                    | CART World Series                                       | Résultats                                               |
| 1991      | Emerson Fittipaldi                                      | Penske-Ilmor-Chevrolet                                  | CART World Series                                       | Résultats                                               |
| 1992      | Bobby Rahal                                             | Lola-Ilmor-Chevrolet                                    | CART World Series                                       | Résultats                                               |
| 1993      | Danny Sullivan                                          | Lola-Ilmor-Chevrolet                                    | CART World Series                                       | Résultats                                               |
| 1994      | Paul Tracy                                              | Penske-Ilmor                                            | CART World Series                                       | Résultats                                               |
| 1995      | Robby Gordon                                            | Reynard-Ford                                            | CART World Series                                       | Résultats                                               |
| 1996      | Michael Andretti                                        | Lola-Ford                                               | CART World Series                                       | Résultats                                               |
| 1997      | Greg Moore                                              | Reynard-Mercedes                                        | CART World Series                                       | Résultats                                               |
| 1998      | Alessandro Zanardi                                      | Reynard-Honda                                           | CART World Series                                       | Résultats                                               |
| 1999      | Dario Franchitti                                        | Reynard-Honda                                           | CART World Series                                       | Résultats                                               |
| 2000      | Hélio Castroneves                                       | Reynard-Honda                                           | CART World Series                                       | Résultats                                               |
| 2001      | Hélio Castroneves                                       | Reynard-Honda                                           | CART World Series                                       | Résultats                                               |
| 2002-2006 | Pas de course                                           | Pas de course                                           | Pas de course                                           | Pas de course                                           |
| 2007      | Tony Kanaan                                             | Dallara-Honda                                           | IndyCar Series                                          | Résultats                                               |
| 2008      | Justin Wilson                                           | Dallara-Honda                                           | IndyCar Series                                          | Résultats                                               |
| 2009-2011 | Pas de course                                           | Pas de course                                           | Pas de course                                           | Pas de course                                           |
| 2012      | Scott Dixon                                             | Dallara-Honda                                           | IndyCar Series                                          | Résultats                                               |
| 2013      | Mike Conway                                             | Dallara-Honda                                           | IndyCar Series                                          | Résultats                                               |
| 2013      | Simon Pagenaud                                          | Dallara-Honda                                           | IndyCar Series                                          | Résultats                                               |
| 2014      | Will Power                                              | Dallara-Chevrolet                                       | IndyCar Series                                          | Résultats                                               |
| 2014      | Hélio Castroneves                                       | Dallara-Chevrolet                                       | IndyCar Series                                          | Résultats                                               |
| 2015      | Carlos Muñoz                                            | Dallara-Honda                                           | IndyCar Series                                          | Résultats                                               |
| 2015      | Sebastien Bourdais                                      | Dallara-Chevrolet                                       | IndyCar Series                                          | Résultats                                               |
| 2016      | Sebastien Bourdais                                      | Dallara-Chevrolet                                       | IndyCar Series                                          | Résultats                                               |
| 2016      | Will Power                                              | Dallara-Chevrolet                                       | IndyCar Series                                          | Résultats                                               |
| 2017      | Graham Rahal                                            | Dallara-Honda                                           | IndyCar Series                                          | Résultats                                               |
| 2017      | Graham Rahal                                            | Dallara-Honda                                           | IndyCar Series                                          | Résultats                                               |
| 2018      | Scott Dixon                                             | Dallara-Honda                                           | IndyCar Series                                          | Résultats                                               |
| 2018      | Ryan Hunter-Reay                                        | Dallara-Honda                                           | IndyCar Series                                          | Résultats                                               |
| 2019      | Alexander Rossi                                         | Dallara-Honda                                           | IndyCar Series                                          | Résultats                                               |
| 2019      | Josef Newgarden                                         | Dallara-Chevrolet                                       | IndyCar Series                                          | Résultats                                               |
| 2020      | Édition annulée en raison de la pandémie de coronavirus | Édition annulée en raison de la pandémie de coronavirus | Édition annulée en raison de la pandémie de coronavirus | Édition annulée en raison de la pandémie de coronavirus |
| 2021      | Marcus Ericsson                                         | Dallara-Honda                                           | IndyCar Series                                          | Résultats                                               |
| 2021      | Patricio O'Ward                                         | Dallara-Chevrolet                                       | IndyCar Series                                          | Résultats                                               |
| 2022      | Will Power                                              | Dallara-Chevrolet                                       | IndyCar Series                                          | Résultats                                               |
| 2023      | Álex Palou                                              | Dallara-Honda                                           | IndyCar Series                                          | Résultats                                               |
| 2024      | Scott Dixon                                             | Dallara-Honda                                           | IndyCar Series                                          | Résultats                                               |
| 2025      | Kyle Kirkwood                                           | Dallara-Honda                                           | IndyCar Series                                          | Résultats                                               |

## Courses supports

### American Le Mans Series
| Année | Écurie Vainqueur LMP1                | Écurie Vainqueur LMP2          | Écurie Vainqueur GT1           | Écurie Vainqueur GT2          | Résultats |
| Année | Pilotes Vainqueur LMP1               | Pilotes Vainqueur LMP2         | Pilotes Vainqueur GT1          | Pilotes Vainqueur GT2         | Résultats |
| ----- | ------------------------------------ | ------------------------------ | ------------------------------ | ----------------------------- | --------- |
| 2007  | #2 Audi Sport North America          | #7 Penske Racing               | #3 Corvette Racing             | #62 Risi Competizione         | Résultats |
| 2007  | Emanuele Pirro Marco Werner          | Timo Bernhard Romain Dumas     | Johnny O'Connell Jan Magnussen | Mika Salo Jaime Melo          | Résultats |
| 2008  | #37 Intersport Racing (en)           | #26 Andretti Green Racing      | #4 Corvette Racing             | #45 Flying Lizard Motorsports | Résultats |
| 2008  | John Field Clint Field Richard Berry | Franck Montagny James Rossiter | Olivier Beretta Oliver Gavin   | Jörg Bergmeister Wolf Henzler | Résultats |

### Rolex Sports Car Series
| Année | Écurie Vainqueur DP                       | Écurie Vainqueur DP                       | Écurie Vainqueur GT        | Écurie Vainqueur GX       | Résultats |
| Année | Pilotes Vainqueur DP                      | Pilotes Vainqueur DP                      | Pilotes Vainqueur GT       | Pilotes Vainqueur GX      | Résultats |
| ----- | ----------------------------------------- | ----------------------------------------- | -------------------------- | ------------------------- | --------- |
| 2012  | #9 Action Express Racing                  | #9 Action Express Racing                  | #88 Autohaus Motorsports   | N'y participent pas       | Résultats |
| 2012  | João Barbosa J. C. France (en) Darren Law | João Barbosa J. C. France (en) Darren Law | Paul Edwards Jordan Taylor | N'y participent pas       | Résultats |
| 2013  | #10 Wayne Taylor Racing                   | #10 Wayne Taylor Racing                   | #57 Stevenson Motorsports  | #00 Speedsource           | Résultats |
| 2013  | Max Angelelli Jordan Taylor               | Max Angelelli Jordan Taylor               | John Edwards Robin Liddell | Joel Miller Tristan Nunez | Résultats |

### IMSA WeatherTech SportsCar Championship
| Année | Écurie Vainqueur Prototype                              | Écurie Vainqueur Challenge Prototype                    | Écurie Vainqueur GT Daytona                             | Résultats |
| Année | Pilotes Vainqueurs Prototype                            | Pilotes Vainqueurs Challenge Prototype                  | Pilotes Vainqueurs GT Daytona                           | Résultats |
| ----- | ------------------------------------------------------- | ------------------------------------------------------- | ------------------------------------------------------- | --------- |
| 2014  | #10 Wayne Taylor Racing                                 | N'y participent pas                                     | #63 Scuderia Corsa                                      | Resultats |
| 2014  | Jordan Taylor Ricky Taylor                              | N'y participent pas                                     | Alessandro Balzan Jeff Westphal                         | Resultats |
| 2015  | #31 Action Express Racing                               | #8 Starworks Motorsport                                 | #23 Team Seattle / Alex Job Racing                      | Resultats |
| 2015  | Dane Cameron Eric Curran                                | Renger van der Zande Mirco Schultis                     | Ian James Mario Farnbacher                              | Resultats |
| 2016  | #10 Wayne Taylor Racing                                 | #8 Starworks Motorsport                                 | #33 Riley Motorsports                                   | Resultats |
| 2016  | Ricky Taylor Jordan Taylor                              | Renger van der Zande Alex Popow                         | Jeroen Bleekemolen Ben Keating                          | Resultats |
| 2017  | #10 Wayne Taylor Racing                                 | #38 Performance Tech Motorsports                        | #93 Michael Shank Racing                                | Resultats |
| 2017  | Ricky Taylor Jordan Taylor                              | James French Patricio O'Ward                            | Andy Lally Katherine Legge                              | Resultats |
| 2018  | #31 Whelen Engineering Racing                           | N'y participent pas                                     | Meyer Shank Racing avec Curb Agajanian                  | Resultats |
| 2018  | Eric Curran Felipe Nasr                                 | N'y participent pas                                     | Katherine Legge Mario Farnbacher                        | Resultats |
| Année | Écurie Vainqueur Daytona Prototype international        | Écurie Vainqueur GTLM                                   | Écurie Vainqueur GT Daytona                             | Résultats |
| Année | Pilotes Vainqueurs Daytona Prototype international      | Pilotes Vainqueurs GTLM                                 | Pilotes Vainqueurs GT Daytona                           | Résultats |
| 2019  | #6 Acura Team Penske                                    | N'y participent pas                                     | #14 AIM Vasser Sullivan                                 | Resultats |
| 2019  | Dane Cameron Juan Pablo Montoya                         | N'y participent pas                                     | Jack Hawksworth Richard Heistand                        | Resultats |
| 2020  | Édition annulée en raison de la pandémie de coronavirus | Édition annulée en raison de la pandémie de coronavirus | Édition annulée en raison de la pandémie de coronavirus |           |
| 2021  | #01 Cadillac Chip Ganassi Racing                        | #4Corvette Racing                                       | #23 Heart of Racing Team                                | Resultats |
| 2021  | Kevin Magnussen Renger van der Zande                    | Tommy Milner Nick Tandy                                 | Roman De Angelis Ross Gunn                              | Resultats |
| 2022  | #01 Cadillac Chip Ganassi Racing                        | N'y participent pas                                     | ˨7 Vasser-Sullivan Racing                               | Resultats |
| 2022  | Sébastien Bourdais Renger van der Zande                 | N'y participent pas                                     | Ben Barnicoat Kyle Kirkwood                             | Resultats |